# Carregado

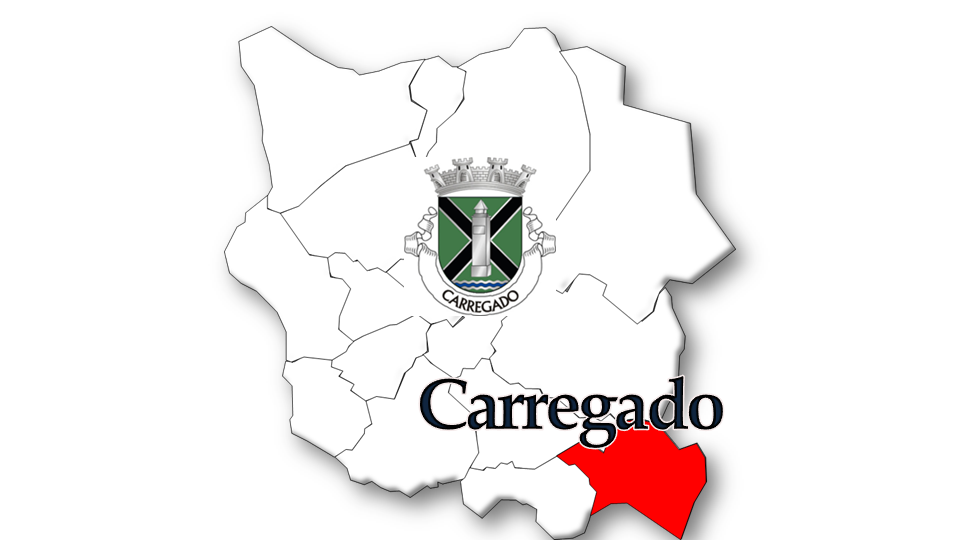
Localização da antiga Freguesia do Carregado no Município de Alenquer

Carregado é uma vila portuguesa do distrito de Lisboa e da região Oeste com  11 094 habitantes (2021).
Foi sede da extinta Freguesia do Carregado do Município de Alenquer, que tinha 15,09 km² de área e 11 707 habitantes (2011), e, por isso, uma densidade populacional de 775,8 hab/km².
A freguesia do Carregado, que havia sido criada em 1984, foi extinta (agregada) em 2013, no âmbito de uma reforma administrativa nacional, tendo sido agregada à freguesia de Cadafais, para formar uma nova freguesia denominada União das Freguesias de Carregado e Cadafais, da qual é sede.
Por outro lado, a povoação de Carregado foi elevada à categoria de vila em 1997.

## História
O Carregado é uma vila cheia de história. A primeira viagem feita de comboio em Portugal começou no Carregado, vila que também foi muito importante no serviço da mala-posta no século XIX.

## População
★ Freguesia criada pela Lei nº 70/84  , de 31 de dezembro, com lugares desanexados das freguesias de Cadafais, Santo Estêvão e Triana.
| 1991  | 2001  | 2011   |
| 5 190 | 9 066 | 11 707 |

```
Grupos etários
 em 2001 e 2011			
```

|     | 0-14 anos      | 15-24 anos     | 25-64 anos     | 65 e + anos  |
| Hab | 1 847 \| 2 367 | 1 409 \| 1 397 | 5 048 \| 6 909 | 762 \| 1 034 |
| Var | +28%           | -1%            | +37%           | +36%         |

## Desporto
A Associação Desportiva do Carregado foi promovida na época 2008/09 ao segundo escalão do futebol português (Liga Vitalis), no qual permaneceu apenas na época 2009/10 acabando em último classificado. Também esta mesma Associação Desportiva já arrecadou muitos prémios na modalidade de Trampolins.

## Cultura
O rancho folclórico do Carregado que conta muitos anos de história já atuou em vários pontos do país e até mesmo no estrangeiro, nomeadamente a Espanha e Alemanha.
O Agrupamento de escuteiros do Carregado (514), já concretizou trinta e cinco anos de existência, participando em muitos eventos regionais e mesmo internacionais. Estes jovens escuteiros também ajudam nas tarefas da sua paróquia.

## Património
- Quinta do Campo (conjunto edificado), incluindo a casa de habitação, capela, "tentadero", e outras instalações e pertences
- Marco de Cruzamento na EN 3, desvio para a povoação de "Obras Novas"
- Igreja de Nossa Senhora de Fátima
- Cruzeiro
- Palácio da Quinta de Santo António
- Quinta da Condessa
- Quinta de Vale Flores
- Ricardo House's